# Солей Рояль (линейный корабль, 1669)
«Соле́й Руаяль» (фр. Soleil-Royal 'Королевское Солнце') — корабль французского ВМФ.

## Постройка
Заложен на верфях в Бресте в 1668 году. Строителем был корабельный мастер Лоран Хуба́к. Корабль был спущен на воду в 1669 году и вошёл в состав французского флота.

## Конструкция
По своим конструктивным особенностям «Солей Руаяль» представлял собой трёхмачтовый парусный линейный корабль. На 3 корабельных деках (палубах) судно несло 104 (позднее 110/112) пушки калибра от 4 до 36 фунтов.

## Служба
В течение многих лет после спуска корабль оставался без использования и стоял в гавани Бреста. «Soleil-Royal» был повторно вооружён в ходе войны 1688—1697 годов и переклассифицирован в 112-пушечный корабль. Soleil-Royal был хорошим парусником и художественное оформление его корпуса считалось одним из самых красивых и сложных из всех причудливых флагманских кораблей. Гальюнная (носовая) корабельная фигура в виде «солнца» была выбрана по настоянию Людовика XIV, как его личный символ.
Линейный корабль «Солей Руаяль» участвовал в сражении при Бичи-Хед и в сражении при Барфлёре.
В сражении при Барфлёре (29 мая 1692 года) корабль был сильно повреждён, не мог возвратиться в Брест и высажен на мель у Шербура для ремонта, вместе с двумя другими кораблями.
В ночь со 2-го на 3 июня корабль «Солей Рояль» подвергся нападению английских брандеров и был сожжён. Из экипажа, состоявшего из 883 человек (по другим данным 850), спасся лишь один.